# Via de' Macci
Via de' Macci si trova a Firenze, tra via San Giuseppe e piazza Sant'Ambrogio. Lungo il tracciato si innestano: via dei Conciatori, via Ghibellina, via dell'Agnolo, via Mino, via Andrea del Verrocchio.

## Storia
I Macci erano una ricca famiglia ghibellina che aveva le sue case e torri presso via Calzaiuoli attorno a Orsanmichele; confiscati tutti loro beni durante le lotte politiche tra guelfi e ghibellini, essi si ritirarono in questa zona, al tempo tra le più povere del centro di Firenze, dove Caio Macci vi aveva fondato l'ospedale e convento di San Francesco al Tempio de' Macci, nel 1335, in memoria del padre Francesco. L'ospedale e il convento furono affidati alle clarisse e qui vi trovarono asilo le "malmaritate", cioè le vedove, o le donne abbandonate dal marito, o sposate a uomini che non potevano mantenerle, come gli invalidi o i carcerati.
Prima di prendere il nome attuale la strada aveva tre diverse intitolazioni: nel tratto fra piazza Sant'Ambrogio e via Ghibellina, si chiamava via dei Pentolini, a causa di un'osteria che aveva per insegna una frasca a cui erano attaccati dei pentolini, usati dall'oste per vendere la mostarda; tra via dell'Agnolo e via Ghibellina si chiamava via Malborghetto, per la presenza delle case misere della popolazione più povera della città; tra via Ghibellina e via San Giuseppe infine ebbe vari nomi: via del Crocifisso, per via di una croce dipinta sul muro di una casa, poi via dei Bucciai (dei conciatori delle pelli, che vi lavoravano e abitavano) e poi divenne, dopo la fondazione dell'ospedale, via San Francesco.
Il riferimento al Tempio presente nel nome dello spedale è da riferirsi al fatto che l'attuale via San Giuseppe, dove termina via de' Macci, in antichità si chiamava via del Tempio, probabilmente derivato dal nome dell'antico spedale presente nella via e gestito dall'Ordine Templare. L'oratorio che ne faceva parte, dopo la soppressione del 1307, passò alla Compagnia di Santa Maria della Croce al Tempio verso il 1347 (anno di fondazione della Compagnia) diventando prima sede della Compagnia stessa. Gli edifici di questo ospedale, gestito poi dalla Compagnia, si affacciavano anche in via de' Macci.
Nella pianta di Firenze delineata da Ferdinando Ruggieri nel 1731, se ancora è presente la titolazione di via dei Pentolini tra via dell'Agnolo e la piazza di Sant'Ambrogio, il restante tratto appare già unificato sotto la denominazione di via de' Macci. Per quanto riguarda le trasformazioni subite nel tempo si ricorda come l'apertura delle vie Mino e Andrea del Verrocchi sia moderna, funzionale a collegare la strada con l'ugualmente recente piazza Lorenzo Ghiberti e il mercato di Sant'Ambrogio, con espropri avviati nel 1867 e lavori eseguiti entro il 1873.

## Descrizione
La via - in ragione di questa sua storia - mantiene ancora carattere residenziale popolare, per quanto negli ultimi decenni la popolazione residente sia andata decrescendo a indicare un tenore e una qualità di vita decisamente migliorate rispetto ai dati del periodo precedente (si valuti come lo Stradario Storico e Amministrativo del Comune del 1913 riporti in questa via una popolazione di ben 1 329 abitanti).

### Edifici
Zona di residenza popolare, via de' Macci non si distingue in generale per gli edifici, i quali però presentano spesso memorie dei loro antichi proprietari, spesso istituti religiosi della zona. Gli edifici con voce propria hanno le note bibliografiche nella voce specifica. Nell'edilizia semplice e popolare della strada si distinguono numerose abitazioni con pietrino e altri segni, che ne ricordano gli antichi possedimenti. 
| Immagine | N°     | Nome                            | Descrizione |
| -------- | ------ | ------------------------------- | --- |
|          | 2      | Casa                            | Si tratta di un edificio oltremodo modesto - come accade con la maggior parte delle case della strada - con il fronte organizzato su quattro piani per due assi. Della storia della fabbrica recano tuttavia memoria due pietrini a forma di rotella posti sulla facciata, erosi ma di cui uno ancora leggibile come recante le insegne della vicina confraternita di Santa Maria della Croce al Tempio (o dei Battuti Neri, fondata nel 1343 e soppressa nel 1785), a sancirne una antica proprietà. |
|          | 4      | Casa                            | Come per la maggior parte delle case della via si tratta di un edificio modesto, con il fronte attualmente organizzato su quattro piani per cinque assi, frutto dell'accorpamento di due più antiche case a schiera. Sulla porzione sinistra del prospetto (quindi in riferimento a una delle precedenti abitazioni) è un pietrino eroso, comunque interpretabile grazie a quelli della casa precedente posta in aderenza, come un tempo recante le insegne della vicina confraternita di Santa Maria della Croce al Tempio. |
|          | 7-9-11 | Ex-ospedale di San Francesco    | Fondato nel 1335 dalla famiglia de' Macci, aveva annessi convento e chiesa denominata di San Francesco al Tempio de' Macci. I Macci erano una ricca famiglia ghibellina che aveva le sue case e torri presso via Calzaiuoli attorno a Orsanmichele; confiscati tutti loro beni durante le lotte politiche tra guelfi e ghibellini, essi si ritirarono in questa zona, al tempo tra le più povere del centro di Firenze, dove Caio Macci vi aveva fondato l'ospedale e convento di San Francesco al Tempio de' Macci, in memoria del padre Francesco, come recita una targa apposta sul muro esterno, appena leggibile. Il monastero venne soppresso nel 1808 e la chiesa adibita a teatrino parrocchiale e poi a laboratorio di restauro ligneo. |
|          | 6-8    | Casa                            | La casa non presenta elementi architettonici di rilievo, come la maggior parte delle case della via. Sul fronte, organizzato su quattro piani per due assi, sono tuttavia due pietrini abrasi e illeggibili. Si può ipotizzare, ponendoli in relazione a quelli che appaiono nelle altre case vicine di simile sagoma, che un tempo recassero le insegne della vicina Compagnia di Santa Maria della Croce al Tempio. |
|          | 22     | Casa                            | L'edificio documenta, come altri nella via (in particolare il numero civico 73), dell'accorpamento di due più antiche case a schiera, presumibilmente attuato nell'Ottocento, in modo da rispondere a una diversa condizione dell'abitare, seppure sempre riferita ai ceti più modesti della popolazione. Il fronte si sviluppa attualmente su quattro piani per quattro assi. Un portale ad arco con cornice in pietra e uno stemma sopra un fondo a uso commerciale o magazzino contraddistinguono questo edificio. Sulla destra è uno scudo con l'immagine della colomba dello Spirito Santo, che potrebbe essere interpretato come contrassegno attestante l'antica proprietà dell'immobile da parte della compagnia di San Basilio (congrega dello Spirito Santo) che si trovava in angolo tra via San Gallo e via Guelfa (in corrispondenza dell'attuale chiesa Cristiana Avventista del 7º giorno), istituita nel 1491 e soppressa nel 1784. |
|          | 28 A   | Casa della Misericordia-Bigallo | L'edificio presenta un fronte privo di particolarità architettoniche, organizzato su tre piani per due assi, caratterizzato da un ampio accesso terreno al locale posto a fianco della porta, decentrata a sinistra. Della storia della fabbrica reca memoria un pietrino a forma di rotella posto sull'arco di questo accesso, partito con le insegne dell'arciconfraternita della Misericordia e della compagnia del Bigallo, relativo a quando furono unificate in un'unica istituzione, ad attestarne l'antica proprietà. |
|          | 29     | Casamento                       | Si tratta di un esteso casamento che all'esterno non presenta particolarità architettoniche e si propone sulla via con un fronte organizzato su quattro piani per sei assi, chiaramente riconfigurato nel corso dell'Ottocento. La segnalazione vale per la presenza, dal lato di via Ghibellina, sull'accesso al fondo segnato 41 rosso, di un pietrino parlante che dichiara il luogo (probabilmente riferendosi a questi ambienti terreni) delle "Monache di San Francesco", con evidente richiamo al vicino monastero e spedale di San Francesco de' Macci. Nelle carte di locazione el monastero all'Archivio di Stato di Firenze è citato qui ("al Canto alla Mela") una bottega a uso di fornaio, ed è singolare che ancora oggi vi abbia sede un forno. |
|          | 33     | Casa                            | Anche questo edificio, che non presenta particolarità architettoniche, si propone sulla via con un fronte organizzato su quattro piani per due assi secondo la tipologia consueta delle antiche case a schiera, e ha uno stemma sulla facciata, sulla porta decentrata a sinistra, abraso e di difficile lettura, forse un pietrino o scudo già recante un'arme di famiglia. |
|          | s. n.  | Ex manicomio di Santa Dorotea   | L'edificio in angolo con via Ghibellina, era una proprietà della famiglia Zati, mantenuta fino al 1632 e, dopo questa data, destinata a ospitare un istituto per l'educazione delle fanciulle. Dopo essere stato per un breve periodo di tempo utilizzato come caserma, nel 1754, assieme ad altre case limitrofe acquistate poco dopo, il complesso fu adattato ad ospitare il primo manicomio toscano, intitolato (così come il precedente istituto di educazione) a santa Dorotea, che qui rimase fino al 1754 (secondo Fantozzi fino al 1787, quando i malati furono trasferiti allo spedale di Bonifazio). |
|          | 51r    | Casa                            | In angolo con via dell'Agnolo 23, presenta un fronte senza particolarità architettoniche. Si documenta su questa casa la presenza al di sopra del piccolo portone di via dell'Agnolo di un pietrino sul quale si leggono le lettere M. A. R, accompagnate dal numero d'ordine 2 in cifre romane. Queste consentono di ricondurre l'originaria proprietà dell'edificio al monastero dell'Arcangelo Raffaello, soppresso nel 1734 (in borgo San Frediano 68). Un identico pietrino, anche se questa volta leggibile solo per comparazione con il precedente per l'erosione della superficie, è presente anche sul fronte di via dei Macci. |
|          | 52     | Casa                            | La casa, posta d'angolo tra via dell'Agnolo e via dei Macci, presenta fronti senza particolarità architettoniche, organizzati su quattro piani per altrettanti assi (ravvicinati su via dell'Agnolo, ben distanziati su via de' Macci). La si documenta per la presenza su quest'ultima via, in prossimità della cantonata, di un piccolo e moderno tabernacolo che accoglie un'immagine della Madonna dei Sette Dolori. |
|          | 43-45  | Casamento                       | La casa si presenta come nata dall'accoprpamento di due case a schiera, del tipo comune lungo la strada, per tre piani e due coppie di due assi a formarne un totale quattro; anche il piano terra ha un disegno simile, con un portalino decentrato a sinistra, un fondaco con ampia apertura e una finestra che dà luce all'androne dove erano presenti le scale per i piani superiori. Questo edificio, che gode di particolare luce grazie all'apertura di via Mino nell'Ottocento, presenta sotto una delle finestre con grata al piano terra una buchetta per il vino. |
|          | 92r    | Casa                            | È questo un esempio, forse il più rilevante e significativo, degli interventi di riconfigurazione operati attorno al 1870 sulle antiche case a schiera che caratterizzavano questo ultimo tratto di strada, finalizzati ad aprire due nuove strade (le attuali via Mino e via Andrea del Verrocchio) in direzione dell'ugualmente nuova piazza Lorenzo Ghiberti e del suo mercato. Anche in questo caso i lavori riguardano una casa a schiera che si sviluppava in profondità, tagliata per la sua lunghezza e dotata di un prospetto sulla nuova via Mino alludente a un prestigio borghese (il progetto originario conservato presso l'Archivio storico del Comune di Firenze mostra peraltro l'ipotesi di un balcone in asse con il portone principale e l'estensione del bugnato, poi limitato al solo terreno, sull'intero fronte) in realtà contraddetto dalla scarsa profondità del corpo di fabbrica, su via de' Macci limitato ad un asse e sulla piazza a due. Simili criteri appaiono d'altra parte aver guidato non pochi interventi su antichi edifici della zona, confermando come per la cultura del tempo fosse in realtà più importante l'immagine esterna dell'edificio che non la distribuzione degli spazi interni. Il progetto dovrebbe potersi ricondurre all'ingegnere comunale Giulio Marzocchi, che ebbe un ruolo significativo nella progettazione per l'apertura delle due nuove strade. |
|          | 53     | Casa                            | Tipico edificio popolare antico su due assi, con un portone che porta a una scalinata per i piani superiori, residenziali, e un'apertura al livello della strada per il fondaco, opificio o magazzino, si caratterizza per la presenza, sopra all'oculo dell'androne d'accesso, per un pietrino (abraso e malamente racconciato) che appare riferibile ai Servi di Maria per la presenza di una S intrecciata al gambo di un giglio sradicato terminante con tre fiori, ad indicare un'antica proprietà riconducibile ai possessi della basilica della Santissima Annunziata. Il pietrino è accompagnato dal numero 7 in cifre romane, a segnalare la posizione dell'immobile nel registro delle possessioni dell'istituto.. |
|          | 58     | Casa                            | Edificio su due assi, si contraddistingue per la presenza di uno stemma consunto all'altezza del primo piano, oggi illeggibile. All'Archivio di Stato di Firenze esiste tuttavia un alzato di un edificio in "via dei Pentolini 132", appartenente al monastero di Sant'Ambrogio e del tutto simile per la disposizione delle aperture e dello stemma, sebbene con decorazioni di cornici in pietra non più riscontrabili. Se anche non si trattasse di questa casa, il disegno (a cui è allegata anche una pianta) sarebbe ben rappresentativo di queste case a schiera nel loro aspetto antico, dotate tra l'altro di orti sul retro su cui sorse la piazza Ghiberti. |
|          | 68     | Casa                            | Rispetto ad altri edifici della strada con stemmi simili, questo è il meglio conservato con l'emblema dello Spirito Santo, per quanto la targhetta sottostante, con l'antico numero d'inventario dell'edificio tra i beni dell'istituzione ecclesiastica che lo possedeva, sia abrasa. Potrebbe essere interpretato come contrassegno attestante l'antica proprietà dell'immobile da parte della compagnia di San Basilio, come l'edificio al numero civico 22. Il fronte della casa si sviluppa su quattro piani per due assi, come è proprio della tipologia delle antiche case a schiera.. |
|          | 71     | Circolo Teatro del Sale         | Vicino allo sbocco in piazza Sant'Ambrogio, si tratta di un edificio risultante dall'accorpamento di più antiche case e, secondo il sito del teatro, di parte del convento delle Malmaritate (che in realtà era all'inizio della via, cioè presso San Francesco de' Macci), con il fronte comunque privo di elementi architettonici d'interesse, organizzato su tre piani per sei assi. L'attuale destinazione di buona parte degli spazi interni terreni (che accolgono un ristorante dove è possibile assistere a spettacoli) si deve all'iniziativa del ristoratore Fabio Picchi e dell'attrice e regista Maria Cassi. Lo spazio teatrale è stato aperto nel settembre 2003, e fa parte di un piccolo distretto di ristoranti per lo più sorti grazie allo stesso chef Picchi: il ristorante e la trattoria Cibréo, il Circolo Teatro del Sale e una rinomata pizzeria. Negli spazi interni è un grande ambiente (oggi spazio polifunzionale con palcoscenico) segnato da volte a vela e da alte colonne, che il sito del Teatro del Sale indica come chiostro del precedente convento. |
|          | 116r   | Casa Cateni                     | Questo edificio rappresenta un esempio delle modifiche di riconfigurazione apportate intorno al 1870 alle antiche case a schiera che caratterizzavano l'ultimo tratto di questa strada. L'obiettivo era aprire due nuove strade, attualmente conosciute come via Mino e via Andrea del Verrocchio, che si dirigevano verso la nuovissima piazza Lorenzo Ghiberti e il suo mercato appena istituito. Anche in questo caso, i lavori coinvolsero una casa a schiera isolata dalle abitazioni adiacenti. Questa casa presenta un prospetto di quattro piani per cinque assi lungo la nuova via Andrea del Verrocchio, equivalente alla profondità della casa precedente. Il fronte su via de' Macci è invece composto da soli due assi. Si presume che il progetto possa essere attribuito all'ingegnere comunale Giulio Marzocchi, il quale giocò un ruolo significativo nella progettazione delle due nuove strade. Numerose carte relative a questo specifico edificio sono conservate presso l'Archivio storico del Comune di Firenze, testimonianza del contributo di Marzocchi, il cui coinvolgimento è documentato anche in relazione all'apertura delle nuove strade. |
|          | 73     | Casa                            | Pubblicata da Gian Luigi Maffei, è un esempio di riconfigurazione originato dall'accorpamento di due edifici a schiera posti in lotti contigui: "Nella casa a schiera plurifamiliarizzata il raggiungimento delle quattro cellule abitative può ottenersi, oltre che nelle modalità viste precedentemente, unendo due edifici contigui e modificandone il funzionamento: si demolisce una delle scale esistenti, si aprono porte nel muro d'ambito intermedio e si ottengono le quattro cellule complanari - due per gli spazi giorno e due per la zona notte - già codificate nella casa a schiera monofamiliare. Nei casi più evoluti la scala sarà ristrutturata con pianta a doppia rampa in funzione di percorso esterno alla casa; l'appartamento così ottenuto è il primo passo per l'affermazione dei caratteri rappresentativi del nuovo tipo edilizio, la casa in linea con un alloggio per piano per più piani paritetici sovrapposti" (pp. 263–264). Nel caso qui preso in considerazione non è noto quando sarebbe avvenuto l'accorpamento dei più antichi edifici: il prospetto attuale, sviluppato su tre piani per quattro assi, denota tuttavia un disegno di pretto carattere ottocentesco. |

### Lapidi
La via è ricca di targhe.
Al n. 11 rosso è ormai illeggibile una vecchia targa dei Signori Otto, nota tuttavia da trascrizioni:
| L'ILLMO E RVDMO MONSIG. ARCIVESCOVO PROIBISCE CHE NESSUNO ARDISCA SOTTO PENA DI L. 25 FARE IMMONDIZIE DI SORTA ALCVNA VICINO AL MONASTERO DI S. FRANCESCO A BA 200 |

Per esteso: «L'illustrissimo e revrendissimo monsignor arcivescovo proibisce che nessuno ardisca sotto pena di lire 25 fare immondizie di sorta alcuna vicino al monastero di san Francesco a braccia 200» (circa 120 metri). 
Sulla facciata dell'ex convento di San Francesco de' Macci, sopra un antico stemma dei Macci, si trova l'iscrizione latina:
| ISTUD MONASTERIUM QUOD VOCATUR SANCTUS FRANCISCUS A TEMPIO DE MACCIS FECIT CAIUS DE MACCIS PRO ANIMA FRANCISCI PATRIS SUI ET PRO ANIMA SUA ET OMNIUM SUORUM, ANNO DOMINI 1344, DE MENSE JANUARII |

Traduzione: «Questo monastero, che è chiamato San Francesco del Tempio de’ Macci, fu fatto costruire da Caio de’ Macci per l’anima di Francesco, suo padre, e per la propria anima e quelle di tutti i suoi cari, nell’anno del Signore 1344, nel mese di gennaio."».
Al 19-21-23, nell'androne che conduce a una corte interna, è stata apposta nel 2024 una lapide al maestro Giuseppe Bufalari:
| GIUSEPPE BUFALARI PER TUTTI “BEPPE IL MAESTRO” INSIGNE SCRITTORE, OLTRE CHE INSEGNANTE, FORMATORE DI INTERE GENERAZIONI DEL QUARTIERE, VISSE QUI FINO ALLA MORTE IL 20 GIUGNO 2022. I CONDOMINI DI VIA DE’ MACCI POSERO IN RICORDO DELL’AMICO BEPPE FIRENZE, LI’ 20 GIUGNO 2024 |

Un'altra targa ricorda l'alluvione del 3 novembre 1844, mentre un'altra, all'angolo con via dell'Agnolo, ricorda la piena del 1966:
| DA PONTE A PONTE COLMÒ SELVAGGIA PIENA... DI FANGO SOZZA,______ LIVIDA PALUDE FIORENZA FU SOMMERSA M. R. QUÌ L'ACQUA GIUNSE IL DÌ IV - XI - MCMLXVI |

Il canto con via Ghibellina si chiama Canto alla Mela ed è segnalato oltre che dalla normale lapide di segnaletica stradale, anche da un piccolo bassorilievo, forse cinquecentesco, dove è scritto mela e vi è una raffigurazione del frutto e di racemi con foglie. Qui si radunavano i "sudditi" del "Duca della Mela", uno degli altisonanti titoli dei capi della Potenze festeggianti, brigate cittadine che organizzavano feste, competizioni e divertimenti. Il particolare nbome del canto derivava da un antico tabernacolo della Madonna col Bambino che reggeva tra le mani una mela.
Sull'angolo di via de' Macci con Borgo La Croce, sulla piazza Sant'Ambrogio, vi è il tabernacolo di Sant'Ambrogio, in terracotta smaltata riconducibile a Giovanni della Robbia, recante l'iscrizione in ricordo del passaggio di papa Pio VII per Firenze, nel maggio del 1805.
| ME FERMA PASSEGGIERO LEGGI, PER QUESTE DUE CONTRADE PASSÒ L'IMMORTAL PIO VII P · O · M · L'ANNO MDXXXV IL DÌ VIII MAGGIO E COMPARTÌ AI DEVOTI ED UMILIATI ABITANTI L'APOSTOLICA BENEDIZIONE |

### Tabernacoli
Francesco Bocchi, nelle Bellezze della città di Firenze, ricordava in testa a questa via un tabernacolo con una Deposizione di Francesco Salviati, opera di cui non si ha altra traccia. Parimenti sparito è il tabernacolo della Madonna col Bambino e una mela, che dà il nome al Canto alla Mela.
Sulla strada restano oggi piccolissime edicole, legate alla devozione popolare più minuta. Una di queste, con un tondo robbiano della Madonna col Bambino, fornito di portalanterna in ferro battuto, si trova vicino a piazza Sant'Ambrogio, al 75, dirimpetto all'edificio del più noto tabernacolo di Sant'Ambrogio. Un'altra nicchietta si trova invece al 74, vicino all'angolo con via dell'Agnolo, ed ha una terracotta smaltata con la Madonna dei dolori della Manifattura Ginori riferibile al XIX secolo.
In antichità era presente un tabernacolo all'incrocio fra via de' Macci e via San Giuseppe con un'immagine della Madonna. Secondo il Fioretti la Vergine del tabernacolo si riferisce alla Maria Vergine del Giglio che indusse la formazione della Compagnia di Santa Maria della Croce al Tempio. Oggi di questo tabernacolo non rimane più traccia.

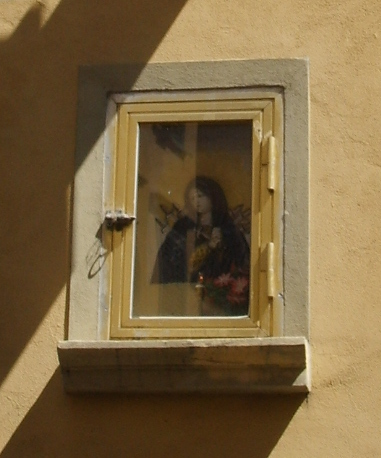
Tabernacolo e targhe
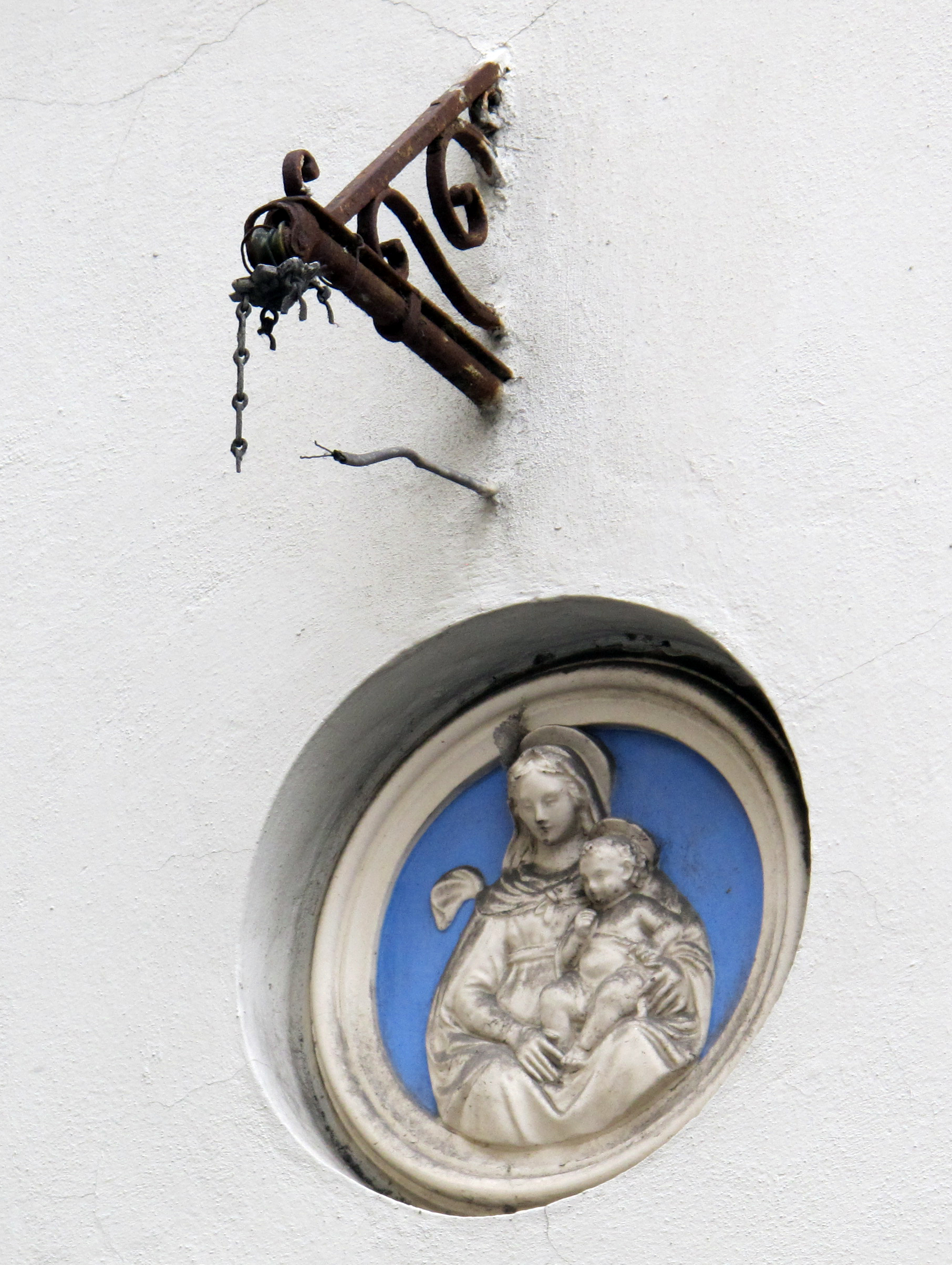
Tabernacolo vicino Sant'Ambrogio
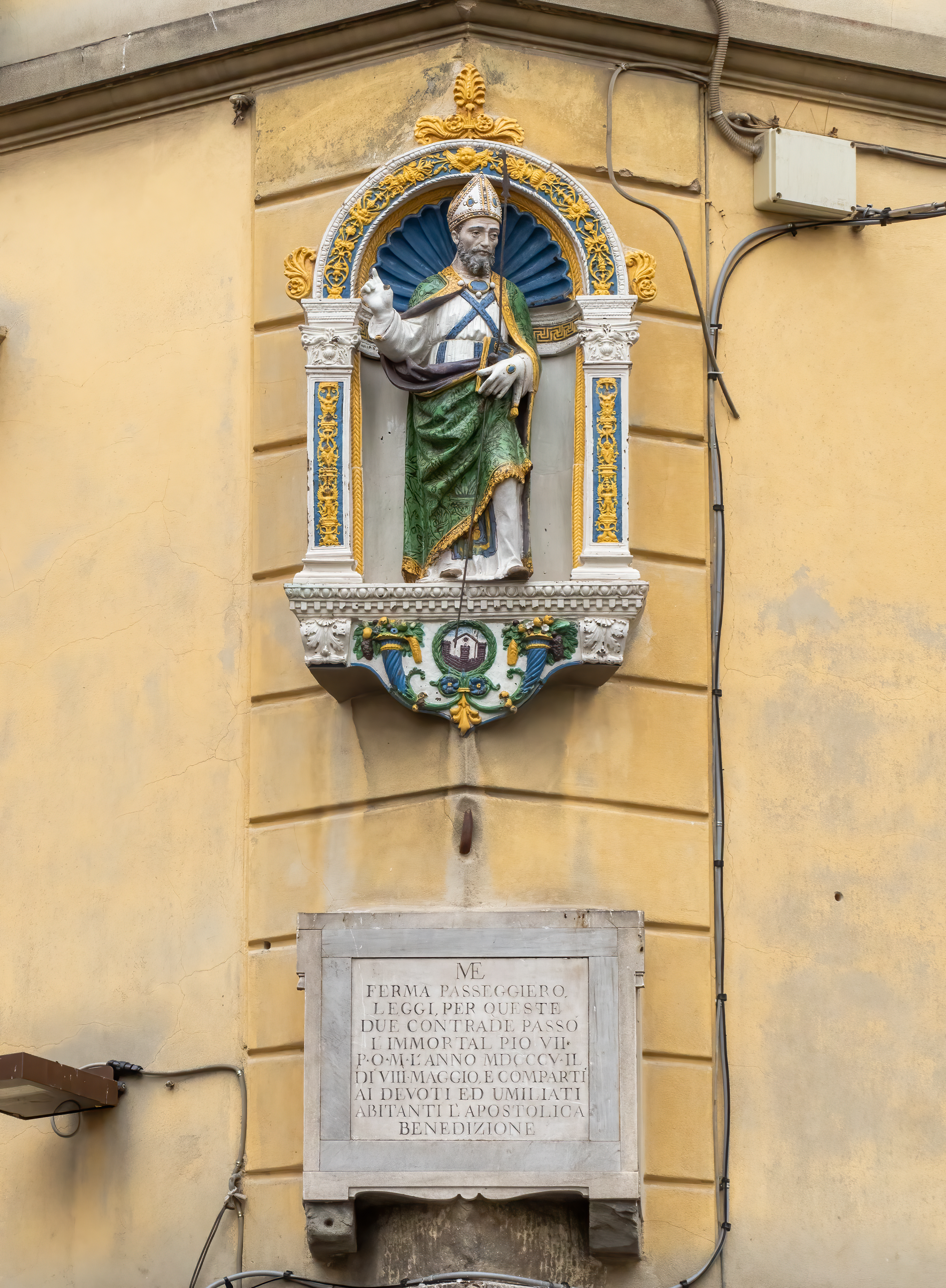
Il tabernacolo di Sant'Ambrogio e la targa a Pio VII